# نیدرادن
نیدرادن (به آلمانی: Niederraden) یک شهر در آلمان است که در بیتبورگ-پروم واقع شده‌است.